# 彭奇西站
彭奇西站（英語：Penge West railway station）是伦敦地上铁东伦敦线西克羅伊登支線的一座车站，位于伦敦的布羅姆利區，属于第4收费区。此外，南方鐵路和泰晤士連線也使用本站。

## 概况
本站位于彭奇，距離本站不遠的位置為彭奇東站。本站擁有較為方便的出站通道，可經水晶宮公園南門到達恐龍公園。

## 歷史
1839年，本站開通。但在開通初期，鐵路需要穿過高街的道口，而當時的彭奇人口也只有270人左右，且客流嚴重不足，無法支撐營業需求。因此本站在1841年被迫關閉，且穿過高街的道口亦改為橋上通行并跨過高街。而當時的車站入口位於彭奇高街，而非目前的位置。在原來的車站入口處仍可以看到砌磚的鐵路橋兩側下部有鋼軌通過路面的痕跡。
直到1860年代，彭奇人口也超過了5000人，是1940年代的18倍。而由於水晶宮遷至附近的需求，本站最終在1863年7月1日重新開放。1923年7月9日，在南方鐵路的決定下，車站改為現在名稱。
新開通的車站的售票處和候車室位於站台之下，而奧克菲爾德和彭奇高街寬闊的路面則是因煤場、貯木場、老磚廠拆除後而提供了空間。車站在重新開放之後，側線和附近的建築物被拆除，所空出的土地用於商店建設。乘客過去往返于兩個站台之間需要通過彭奇高街，重新開放後增加了天橋，無需通過彭奇高街。
2005年4月，車站站台毀於一場人為縱火事件。為此，車站在2006年夏天開始重建，直至2006年12月完成。

## 列車服務

### 倫敦地上鐵
本時刻自2012年12月起，非高峰時間：
- 北行列車至海布里及伊斯灵顿站，每小時4班
- 南行列車至西克罗伊登站，每小時4班

### 南方鐵路
本時刻自2012年5月起，非高峰時間：
- 北行列車至倫敦橋站，每小時2班
- 南行列車至凱特勒姆站，每小時2班

注：倫敦橋至薩頓站的列車已經停運，目前僅服務到阿纳利站。